# Wilber Caal
Wilber Caal (n. 25 de abril de 1984) es un jugador de fútbol que juega de centrocampista y actualmente milita en el Deportivo Xinabajul de la Liga Primera División de Guatemala. Participó en la CONCACAF Champions League.
En junio de 2013 fue condenado a cinco años de prisión por violencia doméstica contra su mujer Olimpia Rodríguez después de propinarle un puntapié tras una discusión. El Tribunal de Feminicidio y la jueza Elsa Castillo le impusieron los cinco años y además debía pagar 12.000 quetzales como reparación a la víctima.

## Clubes
| Club                                  | País      | Año           | Referencias |
| ------------------------------------- | --------- | ------------- | ----------- |
| Cobán Imperial                        | Guatemala | 2004 - 2008   | [ 1 ]       |
| CD Jalapa                             | Guatemala | 2007 - 2008   | [ 1 ]       |
| Club Social y Deportivo Suchitepéquez | Guatemala | 2011 -2012    | [ 1 ]       |
| Deportivo Mictlán                     | Guatemala | 2011 - 2012   | [ 1 ]       |
| Xelaju Mario Camposeco                | Guatemala | 2013 - 2014   | [ 1 ]       |
| CD Malacateco                         | Guatemala | 2014 - 2015   | [ 1 ]       |
| Huehueteco FC                         | Guatemala | 2015 - 2016   | [ 1 ]       |
| FC Aurora                             | Guatemala | 2015 - 2016   | [ 1 ]       |
| CSD Sacachispas                       | Guatemala | 2016          | [ 1 ]       |
| FC Santa Lucía Cotzumalguapa          | Guatemala | 2016 - 2018   | [ 1 ]       |
| Quiché FC                             | Guatemala | 2018 - 2019   | [ 1 ]       |
| Deportivo Xinabajul                   | Guatemala | 2019          | [ 1 ]       |
| Deportivo Chiantla                    | Guatemala | 2019 - 2020   | [ 4 ]       |
| Deportivo Xinabajul                   | Guatemala | 2020-presente | [ 1 ]       |

### Campeonatos nacionales
| Título                               | Club                   | País      | Año  |
| ------------------------------------ | ---------------------- | --------- | ---- |
| Liga Nacional de Fútbol de Guatemala | Coban Imperial         | Guatemala | 2004 |
| Liga Nacional de Fútbol de Guatemala | Xelaju Mario Camposeco | Guatemala | 2012 |